# Jola Shkodrani
Jola Shkodrani (ur. 1988 w Tiranie) – niemiecko-albańska wiolonczelistka.

## Życiorys
W 2007 lub 2008 roku ukończyła studia na Uniwersytecie Sztuk Folkwang.
W 2013 otrzymała tytuł magistra na Uniwersytecie Muzyki i Tańca w Kolonii.
Shkodrani jest wielokrotną laureatką konkursów muzycznych, m.in. zdobyła główną nagrodę na Konkursie im. Pjetëra Gaciego w Szkodrze.
Pracuje w Kolonii, gdzie jest członkiem zespołu kameralnego Vivazza, który tworzy z Bernhardem Rathem i od września 2015 uczy w jednej z akademii muzycznych.